# Moïse Perret-Gentil
Moïse Perret-Gentil est un architecte, urbaniste et graveur neuchâtelois, né le 13 mars 1744 aux Planchettes et mort le 26 octobre 1815 à La Chaux-de-Fonds.

## Biographie
Moïse Perret-Gentil naît le 13 mars 1744 aux Planchettes d'un meunier et bâtisseur de moulins prénommé Moïse et de sa femme Jeanne-Marie Robert-Laurent. 
Il se forme à la gravure à La Chaux-de-Fonds, avant de partir se perfectionner en Allemagne et en France de 1760 à 1766, étudiant en outre les mathématiques et les sciences. De retour dans la principauté, il épouse en 1779 Julie Sandoz-Gendre. On le décrit comme vif et entreprenant. 
Tout en exerçant son métier de maître-graveur (il introduit dans la principauté le tour à guillocher), il s'essaie avec succès à l'architecture, concevant sa propre maison en 1790, surnommée la « Maison des Arbres » (actuellement rue Sophie-Mairet 26).
Il fonde en 1792 et préside l'Association patriotique de La Chaux-de-Fonds, qui s'inspire des idées républicaines et les promeut.

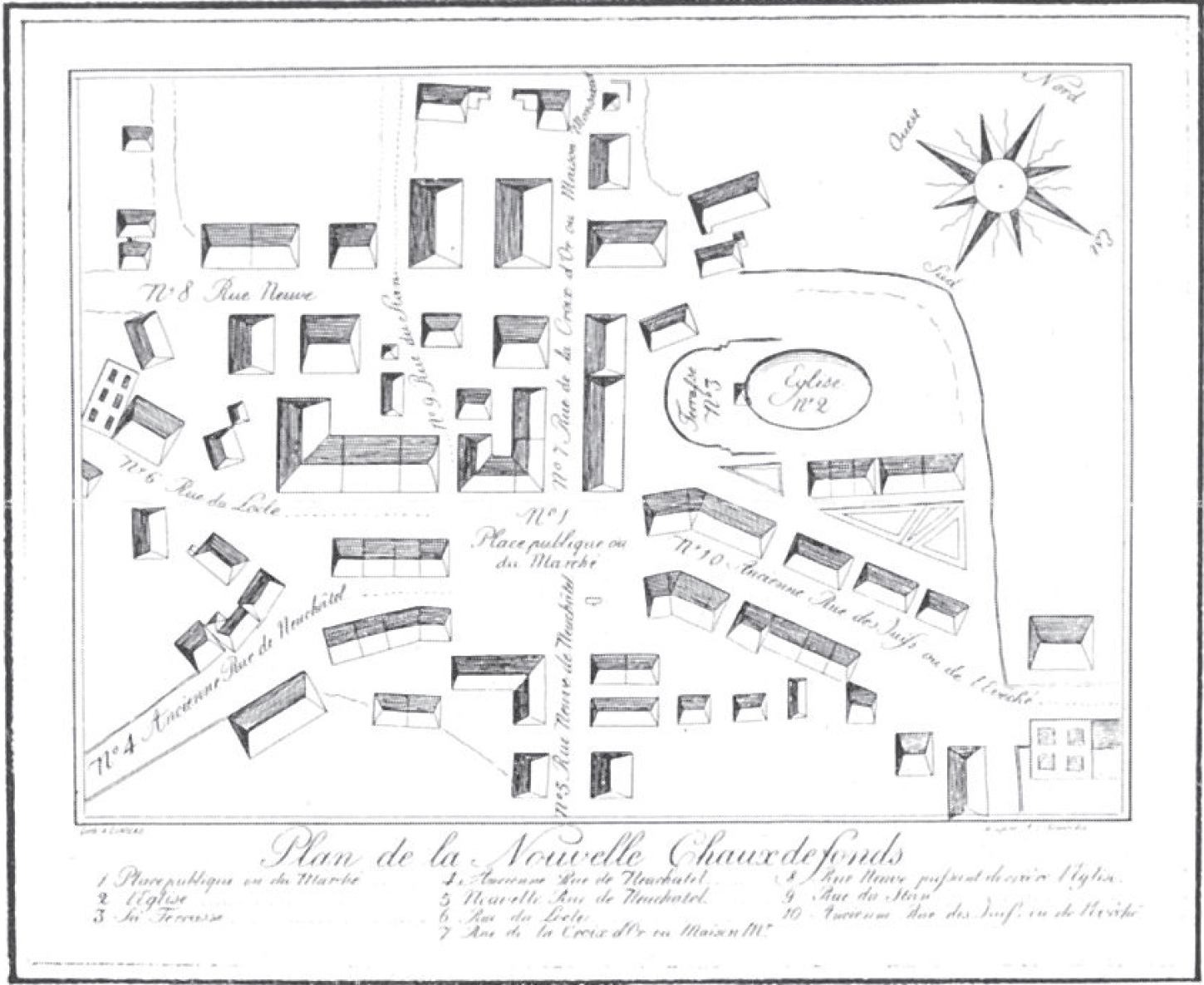
Plan de la Nouvelle Chaux-de-Fonds, attribué à Moïse Perret-Gentil (vers 1800).

Après l'incendie qui ravage La Chaux-de-Fonds en 1794, il organise la distribution des vivres aux victimes et dirige la remise en état du Grand Temple, édifié de 1794 à 1796,, lui donnant une forme arrondie inédite dans le canton mais inspirée de ce qu'il a vu en Allemagne. Il prend en charge la coordination de la reconstruction de la ville, qu'il s'efforce de moderniser. Selon la tradition, il serait l'auteur de la morphologie actuelle de la ville (plan en damier et vaste avenue centrale), et du Plan de la Nouvelle Chaux-de-Fonds,. 

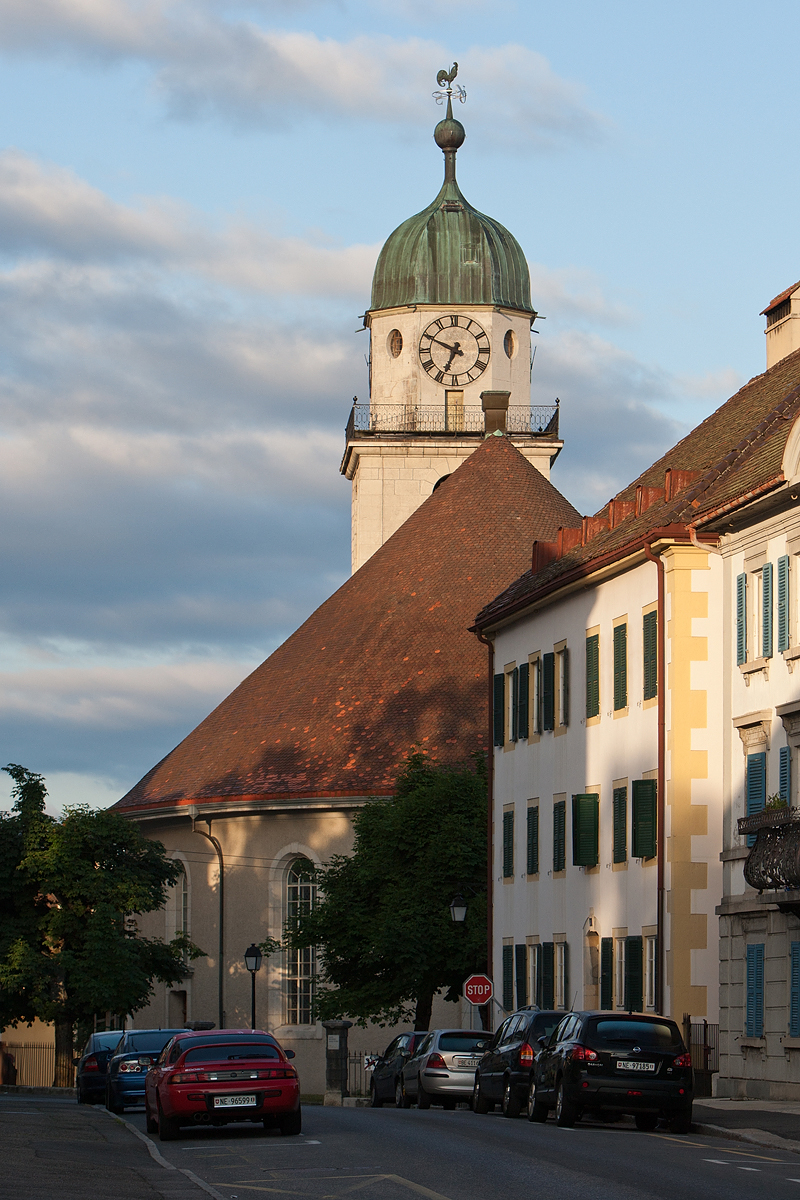
Le Grand-Temple de La Chaux-de-Fonds, architecte Moïse Perret-Gentil (1803).

Il est ainsi l'architecte de plusieurs immeubles, comme ceux de la rue de la Promenade 1, en pierre calcaire du Jura, de la rue de la Balance 6, de la place de l'Hôtel-de-Ville 2 et 6, ou encore l'hôtel-de-ville en 1803, la tour du temple et l'ancienne cure.
Il devient à cette époque conseiller communal (exécutif).
Il meurt à La Chaux-de-Fonds le 26 octobre 1815.